# Paratethys

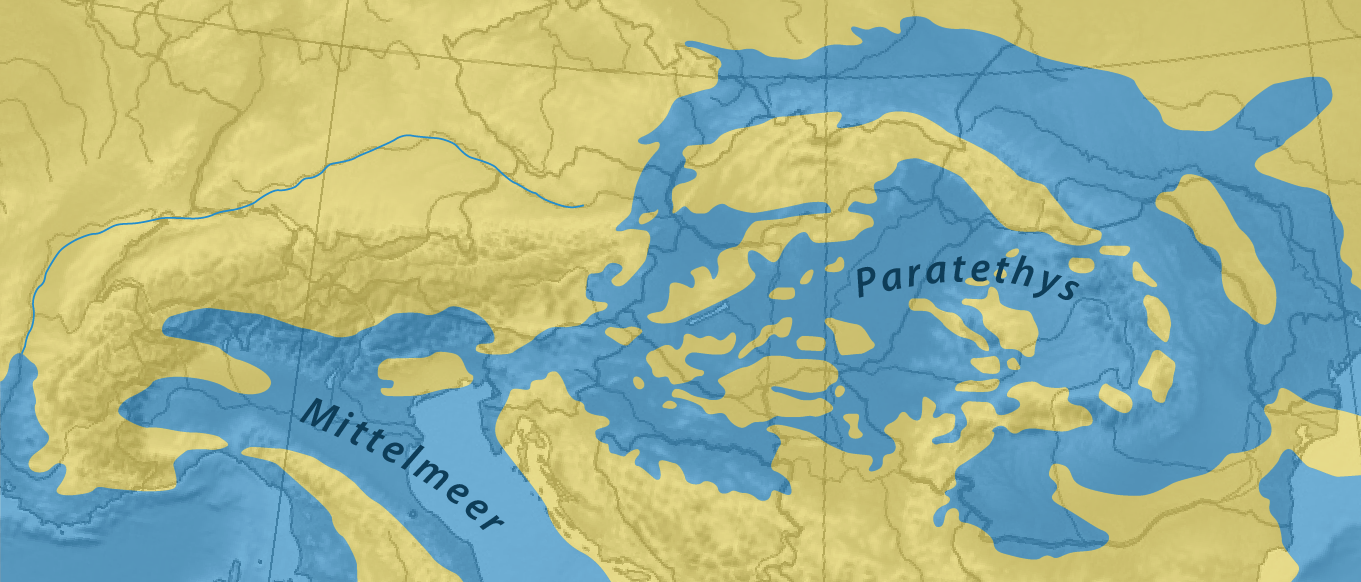
Mapa oblasti Paratethys v době před 13–17 miliony let

Paratethys je označení pro výběžek moře Tethys, který před zhruba 20 miliony let představoval i poslední moře nacházející se na území dnešního Česka. Bylo centrem biodiverzity.
V mladších třetihorách se rozšířilo moře v předhlubni alpinsko-karpatské horské soustavy, jakožto důsledek závěrečné fáze vrásnění. Vyskytovalo se v oblasti jižní Francie, na sever do burgundského prolomu, k pohoří Schwarzwald-Vogézy (rýnský prolom), Bavorskem na východ k vídeňské pánvi, v Česku od Mikulova na Brno, Vyškov (vyškovský prolom), Přerov, Hranice (hranický prolom), Ostravu dál do Polska, podhůří Karpatského oblouku, na Ukrajinu, do oblasti Černého moře až ke Kavkazu.